# Fono da Samoa Americana
A Fono da Samoa Americana é a legislatura territorial da Samoa Americana. Como a maioria das legislaturas estaduais e territoriais dos Estados Unidos, é uma legislatura bicameral com uma Câmara dos Representantes e um Senado. A legislatura está localizada em Fagatogo ao longo do porto de Pago Pago. É a única legislatura em nível estadual ou territorial nos Estados Unidos que é bicameral e apartidária. O Legislativo de Nebraska é igualmente apartidário, mas é um corpo unicameral.
Antes da colonização de Samoa, a palavra Fono era usada para se referir à instituição responsável por governar no sistema político samoano. Ela consistia em uma assembleia que reunia os chefes tribais de Samoa, a porção que hoje constitui a Samoa Americana possuía cerca de quatrocentos chefes.